# Wysoka Władza Rinalda Del Bo
Wysoka Władza Rinalda Del Bo – Wysoka Władza Europejskiej Wspólnoty Węgla i Stali, która swoją działalność rozpoczęła 22 października 1963, a zakończyła 8 marca 1967 roku. Przewodniczącym był Rinaldo Del Bo, a wiceprzewodniczącymi Dirk Spierenburg i Albert Coppé.
Wysoka Władza składała się z Przewodniczącego i 7 członków. Dwóch miała Francja i Belgia, a po jednym Holandia, Włochy, Luksemburg i Niemcy.

## Skład
| Kompetencje    | Członek                              |
| -------------- | ------------------------------------ |
| Przewodniczący | Rinaldo Del Bo                       |
|                | Albert Wehrer                        |
|                | Roger Reynaud                        |
|                | Karl-Maria Hettlage                  |
|                | Pierre-Olivier Lapie                 |
|                | Paul Finet (do 18 maja 1965)         |
|                | Albert Coppé                         |
|                | Dirk Spierenburg (do 7 czerwca 1965) |

## Zmiany
- 10 stycznia 1964 – Fritz Hellwig
- 7 czerwca 1965 – Johannes Linthorst Homan
- 30 czerwca 1965 – Jean Fohrmann